# 竹叶山站
竹叶山站位于中华人民共和国湖北省武汉市江岸区，是武汉地铁8号线的地铁车站，於2017年12月28日啟用。

## 车站结构
车站位于金桥大道与发展路交叉路口以北的田田绿化广场下，车站为地下三层岛式站台车站，车站长223m，标准段外包宽度为23.1m，车站共设,2个出入口和2组风亭。与地铁站统一规划、同步设计的还有田田广场地面景观及地下空间利用工程。主体功能包括地下停车、地下商业以及地面休闲景观，并设置相应配套设施。竹叶山站上面将是一座城市绿色休闲广场，绿化面积达2.8万平米；地下有两层物业开发商业区，面积2.4万平米，配有210个车位。广场中心将设计一座玻璃穹顶，直径30米，与已建成的武汉商务区站相似。

### 楼层分布
| 地面     | 地面                       | 出入口                             |  |  |
| 地下一层 | 商业层                     | 田田广场                           |  |  |
| 地下二层 | 站厅                       | 售票机、客服中心、武漢通充值       |  |  |
| 地下三层 |                            | █ 8号线 往金潭路（下一站：中一路） |  |  |
|          | 岛式站台，左侧车门将会打开 |                                    |  |  |
|          |                            | █ 8号线 往军运村（下一站：赵家条） |  |  |

### 車站藝術
- 車站藝術牆：長江主軸
- 車站藝術牆：長江主軸

### 車站出口
|                                                 |      |                                                             |
| 出口編號                                        | 設施 | 建議前往的目的地                                            |
| A                                               |      | 發展道 社科院路、武漢市社會主義學院、竹葉山派出所、竹苑雅居 |
| B                                               |      | 發展道 社科院路、武漢社會科學大樓、武漢市司法局、竹葉新村   |
| 注： 設有升降機 \| 設有輪椅升降台 \| 設有洗手間 |      |                                                             |

## 鄰近地點
竹叶山立交桥、武汉市社会主义学院、汉口向上城、红星美凯龙全球家居生活Mall(发展大道)等。

### 内部链接
- 武汉地铁车站列表